# 東富士欽壹

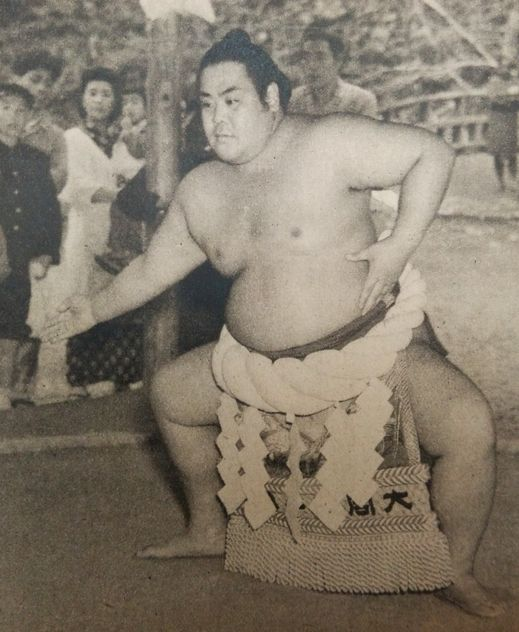
1948年攝

東富士欽壹（日语：／ Azumafuji Kin'ichi，1921年10月28日—1973年7月31日），本名井上謹一，是日本東京府東京市下谷區（現東京都台東區）出身的職業相撲選手。第40代橫綱，得意技為左四為主的逼擠、上手順勢拋摔（上手出し投げ），退役後成為職業摔角選手。

## 外部連結
- Japan Sumo Association profile
- Article on Azumafuji （页面存档备份，存于）